# Oakwood (hrabstwo Paulding)
Oakwood – wieś w Stanach Zjednoczonych, w stanie Ohio, w hrabstwie Paulding.